# Campeonato Mundial de Natação em Piscina Curta de 2016 - 4x50 m livre masculino
A prova dos 4x50 metros livre masculino do  Campeonato Mundial de Natação em Piscina Curta de 2016 foi disputado no dia 9 de dezembro no Centro WFCU em Windsor, Canadá.

## Recordes
Antes desta competição, os recordes mundiais e do campeonato nesta prova eram os seguintes:
|                       | Nome                                                                                               | Nacionalidade | Tempo   | Local | Data                  |
| --------------------- | -------------------------------------------------------------------------------------------------- | ------------- | ------- | ----- | --------------------- |
| Recorde mundial       | Vladimir Morozov (21,01) Jewgienij Sedow (20,37) Oleg Tichobajew (20,59) Siergiej Fiesikow (20,63) | Rússia        | 1:22.60 | Doha  | 6 de dezembro de 2014 |
| Recorde do campeonato | Vladimir Morozov (21,01) Jewgienij Sedow (20,37) Oleg Tichobajew (20,59) Siergiej Fiesikow (20,63) | Rússia        | 1:22.60 | Doha  | 6 de dezembro de 2014 |

## Medalhistas
| Ouro                                                                                                  | Prata | Bronze                                                          |
| Rússia · Aleksei Brianskiy · Nikita Lobintsev · Aleksandr Popkov · Vladimir Morozov · Kirill Prigoda* | Estados Unidos · Paul Powers · Blake Pieroni · Michael Chadwick · Tom Shields · Dillon Virva* · Michael Andrew* | Japão · Kosuke Matsui · Kenta Ito · Shinri Shioura · Junya Koga |

*Participaram apenas das eliminatórias, mas também receberam medalhas.

## Resultados

### Eliminatórias
As eliminatórias ocorreram dia 9 de dezembro. 27  nacionalidades participaram da competição. 
| Colocação | Bateria | Raia | Nacionalidade        | Nome | Tempo     | Notas |
| --------- | ------- | ---- | -------------------- | --- | --------- | ----- |
| 1.        | 3       | 2    | Estados Unidos       | Dillon Virva (21,55) Michael Chadwick (20,81) Michael Andrew (21,51) Paul Powers (21,14)                        | 1:25,01   | Q     |
| 2.        | 3       | 0    | Rússia               | Kiriłł Prigoda (22,10) Aleksiej Brianskij (21,04) Nikita Łobincew (21,23) Aleksandr Popkow (20,96)              | 1:25,33   | Q     |
| 3.        | 1       | 1    | Japão                | Kosuke Matsui (21,61) Kenta Ito (21,02) Shinri Shioura (21,49) Junya Koga (21,39)                               | 1:25,51   | Q     |
| 4.        | 2       | 4    | Países Baixos        | Nyls Korstanje (21,89) Jesse Puts (20,99) Kyle Stolk (21,56) Ben Schwietert (21,76)                             | 1:26,20   | Q     |
| 5.        | 3       | 1    | África do Sul        | Douglas Erasmus (21,79) Bradley Tandy (21,22) Chad le Clos (21,23) Eben Vorster (22,71)                         | 1:26,95   | Q     |
| 6.        | 2       | 2    | Bielorrússia         | Jauhien Curkin (21,96) Anton Łatkin (21,33) Wiktar Staselowicz (22,12) Artiom Maczekin (21,61)                  | 1:27,02   | Q     |
| 7.        | 3       | 4    | França               | Yonel Govindin (22,08) Clément Mignon (21,27) Thomas Avetand (22,72) Mehdy Metella (21,36)                      | 1:27,43   | Q     |
| 8.        | 2       | 5    | China                | Li Zhuhao (22,12) Lin Yongqing (21,68) Liu Zhaochen (21,94) Yu Hexin (21,95)                                    | 1:27,69   | Q     |
| 9.        | 2       | 6    | Suécia               | Christoffer Carlsen (22,18) Robin Andreasson (21,84) Axel Pettersson (21,72) Daniel Forndal (22,00)             | 1:27,74   |       |
| 10.       | 1       | 8    | Canadá               | Javier Acevedo (22,46) Yuri Kisil (21,42) Mirando-Florent Richard-Jarry (22,05) Evan van Moerkerke (22,19)      | 1:28,12   |       |
| 11.       | 1       | 6    | Hungria              | Maksim Lobanovskii (21,71) Dávid Földházi (22,41) Richárd Márton (22,52) Márton Barta (22,80)                   | 1:29,44   |       |
| 12.       | 2       | 8    | Paraguai             | Charles Hockin (22,20) Benjamin Hockin (21,55) Ivo Kunzle (23,23) Mathias Zacarias (23,48)                      | 1:30,46   |       |
| 13.       | 3       | 7    | Islândia             | Aron Örn Stefánsson (22,87) Viktor Vilbergsson (22,82) Kristinn Þórarinsson (22,95) David Adalsteinsson (22,43) | 1:31,07   |       |
| 14.       | 2       | 3    | Singapura            | Yeo Kai Quan (22,61) Dylan Koo (22,69) Pang Sheng Jun (23,10) Khoo Chien Yin Lionel (23,19)                     | 1:31,59   |       |
| 15.       | 1       | 4    | Hong Kong            | Ng Chun Nam Derick (22,87) Wong Chun Yan (23,65) Cheung Kin Tat Kent (22,24) Mak Ho Lun Raymond (22,86)         | 1:31,62   |       |
| 16.       | 2       | 7    | Macau                | Ngou Pok Man (23,53) Lin Sizhuang (23,48) Sio Ka Kun (24,14) Chao Man Hou (22,68)                               | 1:33,83   |       |
| 17.       | 2       | 1    | Papua-Nova Guiné     | Livingston Aika (24,87) Ashley Seeto (24,40) Stanford Kawale (23,18) Ryan Pini (22,32)                          | 1:34,77   |       |
| 18.       | 1       | 3    | Filipinas            | Jeremy Lim (24,25) Alex Ngui (23,41) Alberto Batungbacal (24,48) Alfonso Jose Leso Bautista (23,50)             | 1:35,64   |       |
| 19.       | 3       | 6    | Tanzânia             | Hilal Hemed Hilal (23,81) Adil Bharmal (25,01) Joseph Sumari (28,57) Dennis Mhini (28,51)                       | 1:45,90   |       |
| 20. !     | 1       | 0    | Quênia               | | 9:99,99 ! | DNS   |
| 20. !     | 1       | 2    | Angola               | | 9:99,99 ! | DNS   |
| 20. !     | 1       | 5    | Uzbequistão          | | 9:99,99 ! | DNS   |
| 20. !     | 1       | 7    | Seicheles            | | 9:99,99 ! | DNS   |
| 20. !     | 2       | 0    | Porto Rico           | | 9:99,99 ! | DNS   |
| 20. !     | 3       | 3    | República Dominicana | | 9:99,99 ! | DNS   |
| 20. !     | 3       | 5    | Tailândia            | | 9:99,99 ! | DNS   |
| 20. !     | 3       | 8    | Albânia              | | 9:99,99 ! | DNS   |

### Final
A final teve sua disputa realizada em 9 de dezembro. 
| Colocação         | Raia | Nome           | Nacionalidade                                                                                        | Tempo   | Notas            |
| ----------------- | ---- | -------------- | --- | ------- | ---------------- |
| Medalha de ouro   | 5    | Rússia         | Aleksiej Brianskij (21,70) Nikita Łobincew (21,06) Aleksandr Popkow (20,85) Vladimir Morozov (20,71) | 1:24,32 |                  |
| Medalha de prata  | 4    | Estados Unidos | Paul Powers (21,73) Blake Pieroni (21,14) Michael Chadwick (21,02) Tom Shields (20,58)               | 1:24,47 |                  |
| Medalha de bronze | 3    | Japão          | Kosuke Matsui (21,81) Kenta Ito (20,96) Shinri Shioura (20,60) Junya Koga (21,14)                    | 1:24,51 |                  |
| 4.                | 1    | França         | Clément Mignon (21,38) Jérémy Stravius (20,94) Mehdy Metella (21,18) Yonel Govindin (21,19)          | 1:24,69 |                  |
| 5.                | 6    | Países Baixos  | Nyls Korstanje (21,75) Jesse Puts (20,71) Ben Schwietert (21,55) Kyle Stolk (21,21)                  | 1:25,22 |                  |
| 6.                | 2    | África do Sul  | Bradley Tandy (21,34) Chad le Clos (20,83) Douglas Erasmus (21,21) Eben Vorster (22,23)              | 1:25,61 | Recorde africano |
| 7.                | 7    | Bielorrússia   | Jauhien Curkin (21,67) Anton Łatkin (21,27) Wiktar Staselowicz (22,15) Artiom Maczekin (21,43)       | 1:26,52 |                  |
| 8.                | 8    | China          | Li Zhuhao (22,14) Lin Yongqing (21,39) Liu Zhaochen (22,02) Yu Hexin (21,21)                         | 1:26,76 |                  |

Legenda
| Recorde mundial       | Recorde mundial (World record)               |                       | Recorde africano                      | Recorde africano (African) |                                           | Q | Classificado por posição (Qualified) |
| Recorde do campeonato | Recorde do campeonato (Championship record)  | Recorde da América    | Recorde da América (Americas)         | q                          | Classificado por melhor tempo (Qualified) |   |                                      |
| Melhor marca do ano   | Melhor marca do ano (World leading)          | Recorde asiático      | Recorde asiático (Asian)              | DNS                        | Não largou (Did not start)                |   |                                      |
| Recorde nacional      | Recorde nacional (National record)           | Recorde europeu       | Recorde europeu (European)            | DNF                        | Não terminou (Did not finish)             |   |                                      |
| Recorde pessoal       | Recorde pessoal do atleta (Personal best)    | Recorde da Oceania    | Recorde da Oceania (Oceania)          | DSQ / DQ                   | Desclassificado (Disqualified)            |   |                                      |
| Recorde da temporada  | Recorde da temporada do atleta (Season best) | Recorde sul-americano | Recorde sul-americano (South America) | NM                         | Sem marca (No mark)                       |   |                                      |